# Ferrari
För andra betydelser, se Ferrari (olika betydelser).

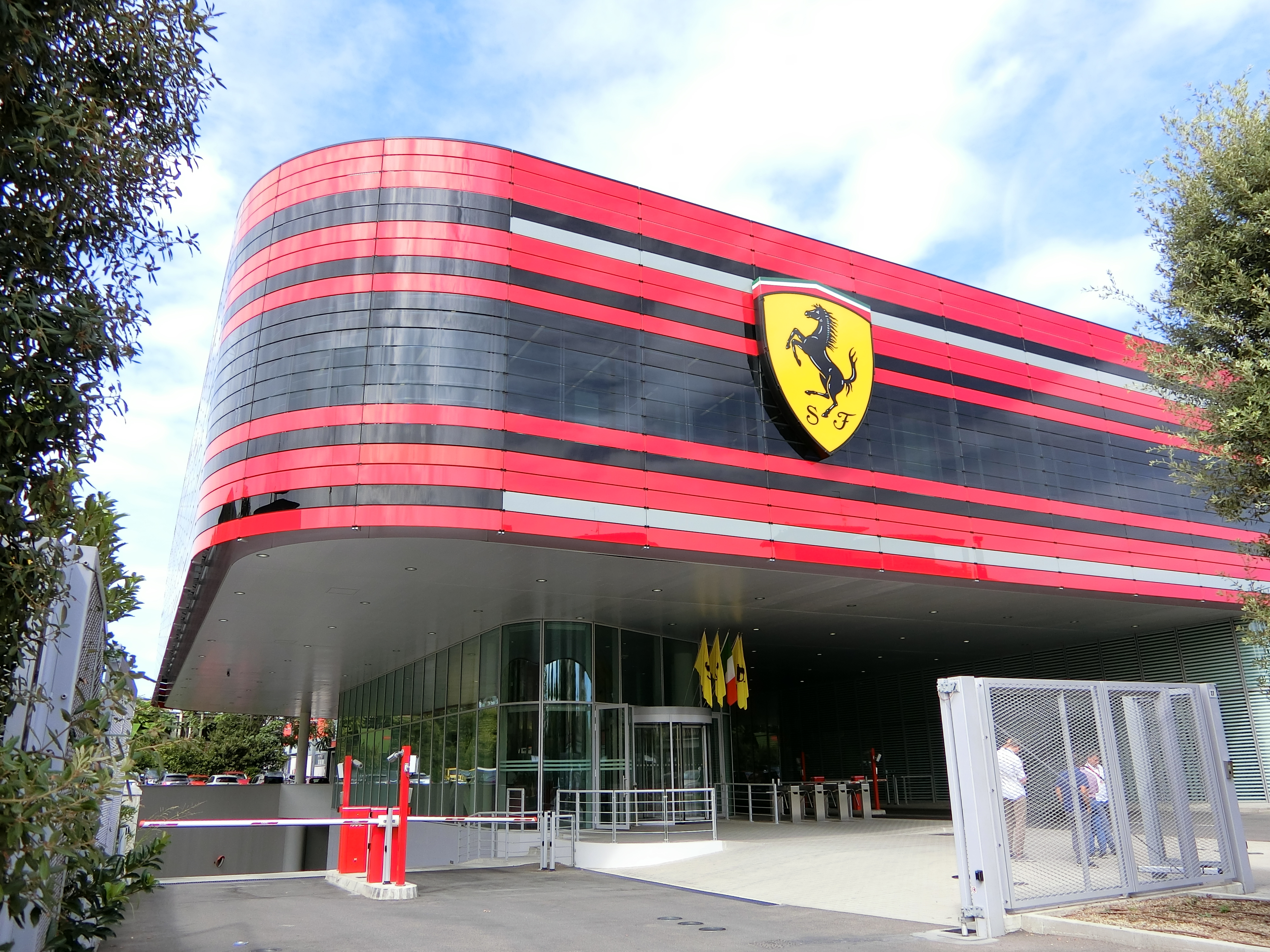
Huvudentrén till Ferraris verkstad i Maranello.

Ferrari S.p.A. (italienska: [ferˈraːri]) är ett italienskt bilmärke grundat av Enzo Ferrari år 1928. Företaget har sedan 1969 ingått i Fiat-koncernen, men blev ett eget bolag den 4 januari 2016 då Ferrari även börsnoterades på Wall Street. Tillverkningen sker i Maranello nära Modena, Italien.

## Historik
Företaget har sitt ursprung i racingstallet Scuderia Ferrari, som mellan 1929 och 1938 byggde och tävlade med Alfa Romeo-vagnar. Ferrariemblemet, Il Cavallino Rampante, är en svart häst på gul bakgrund, med bokstäverna S och F, som står för Scuderia Ferrari, namnet på Ferraris tävlingsstall. På Ferraris tävlingsbilar är emblemet sköldformat, medan det är rektangulärt på de bilar som säljs till allmänheten. Företaget övergick 1940 i Auto Avio Costruzioni Ferrari och 1948 startades ett formel 1-stall med det ursprungliga namnet Scuderia Ferrari.
Ferrari började tillverka sportbilar på 1940-talet för att finansiera tävlingsverksamheten. Bilarna är traditionellt lackerade i en röd färg vid namn rosso corsa som närmast kan översättas till tävlingsrött. På den tiden då racingbilar var lackerade för att markera tävlingsstallets hemland, var italienska bilar alltid lackerade i denna röda färg. Färgen användes på den tiden sällan på de bilar Ferrari sålde till allmänheten, men har blivit väldigt vanlig sedan dess, och har rent av ofta något slarvigt fått beteckningen "Maranelloröd".
Till Sverige importerades den första Ferrarin 1952 av trävaruhandlaren Valdemar Stener i Färila i Hälsingland. Bilen var av modelltypen 166 MM (kallad Barchetta) med chassinummer 0012. Första agenturen i Sverige innehades av Tore Bjurström i Örebro. Idag är Autoropa Sveriges enda auktoriserade importör och återförsäljare av Ferrari.

## Modeller

### Mittmonterad motor

#### V6/V8
- 1968-74 Dino
  - 1968-70 Dino 206GT
  - 1970-74 Dino 246GT/GTS
- 1975-89 208/308/328 GTB/GTS
  - 1975-81 308 GTB/GTS
  - 1980-82 208 GTB/GTS
  - 1981-83 308 GTBi/GTSi
  - 1982-86 208 GTB/GTS Turbo
  - 1983-85 308 GTB/GTS Qv
  - 1985-89 328 GTB/GTS
  - 1986-89 GTB/GTS Turbo
- 1989-95 348
  - 1989-93 348 tb/ts
  - 1993-95 348 GTB/GTS
  - 1993-95 348 Spider
- 1994-2000 F355
  - 1994-99 F355 GTB/GTS
  - 1995-99 F355 Spider
  - 1997-99 355 F1
- 1999-2004 360
  - 1999-2004 360 Modena/Spider
  - 2003-04 360 Challenge Stradale
- 2004-10 F430

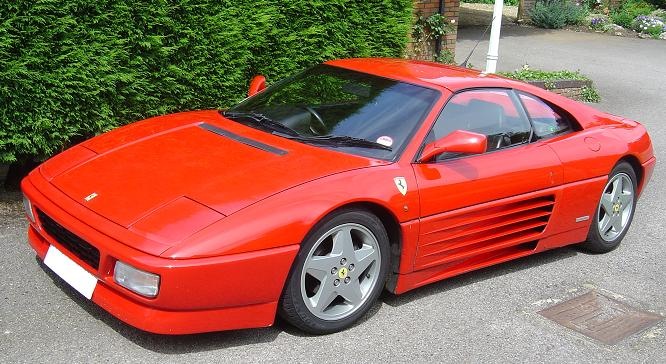
Ferrari 348, årsmodell 1990

  - 2004-10 F430 Berlinetta/Spider[förtydliga]
  - 2007-10 F430 Scuderia
- 2010-15 458 Italia
- 2015-19 Ferrari 488 GTB
- 2019- F8 Tributo

#### 2+2

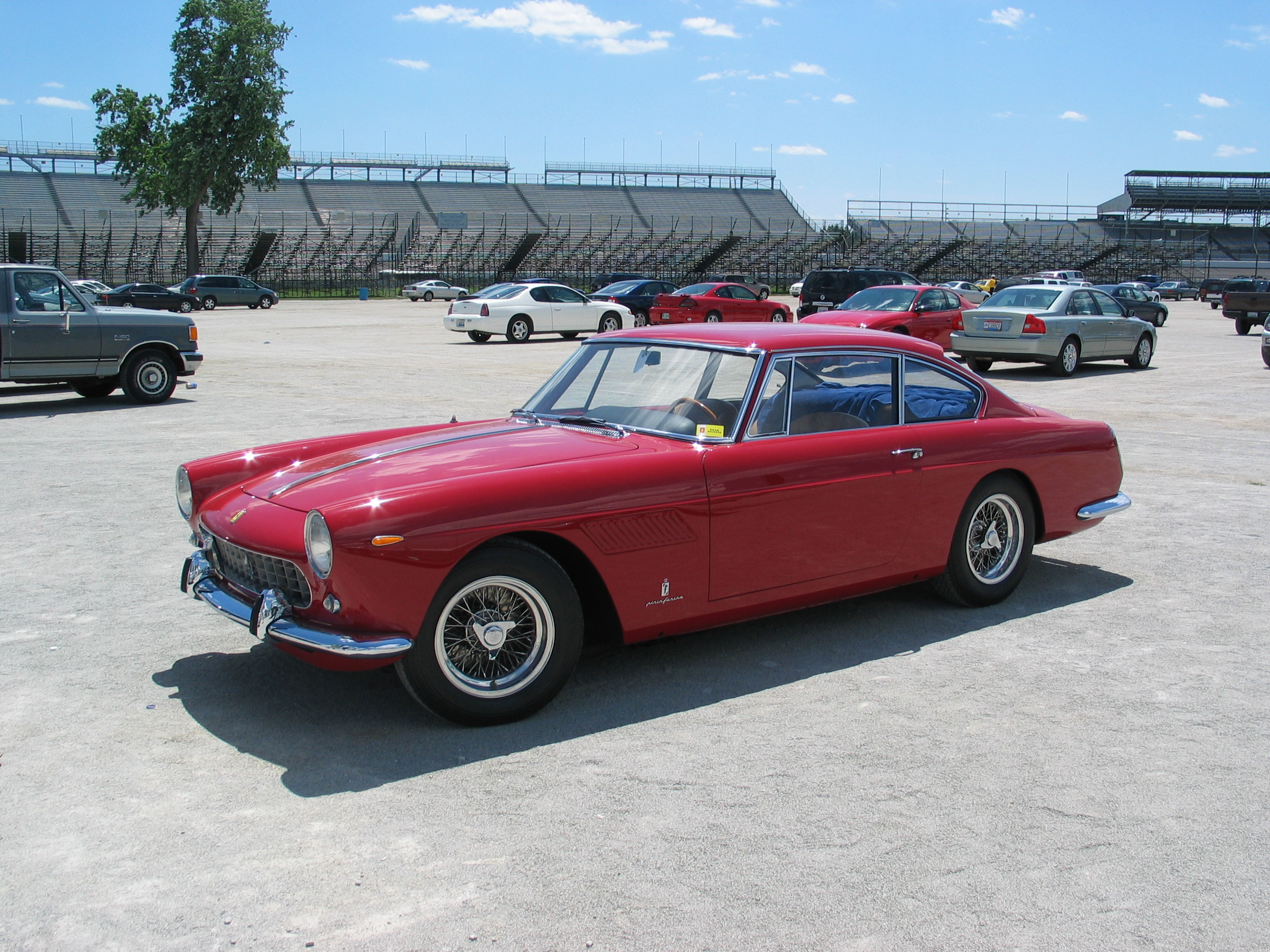
Ferrari 330 GT 2+2

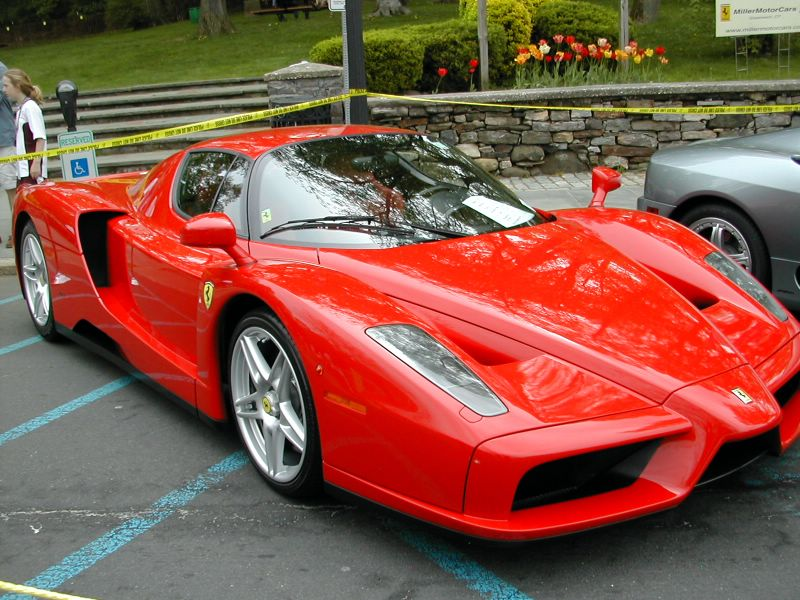
Ferrari Enzo

- 1974-80 208/308 GT/4
  - 1974-80 Dino 308 GT/4
  - 1975-80 208 GT/4
- 1981-93 Mondial
  - 1981-83 Mondial 8
  - 1983-85 Mondial Qv
  - 1985-89 Mondial 3.2
  - 1989-93 Mondial T

#### "Boxer-12" (egentligen flat V12)

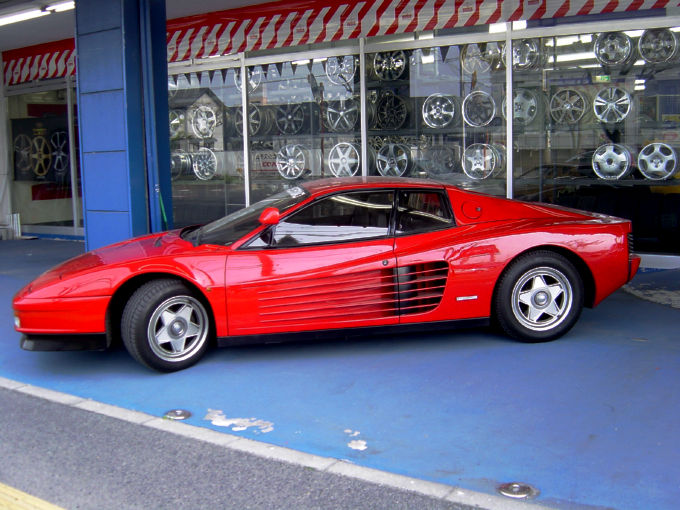
Ferrari Testarossa

- 1972-85 Berlinetta Boxer
  - 1972-76 365 GT4 BB
  - 1976-81 512 BB
  - 1981-85 512 BBi
- 1985-96 Testarossa
  - 1985-91 Testarossa
  - 1991-94 512TR
  - 1994-96 F512M

### Frontmonterad motor

#### GT

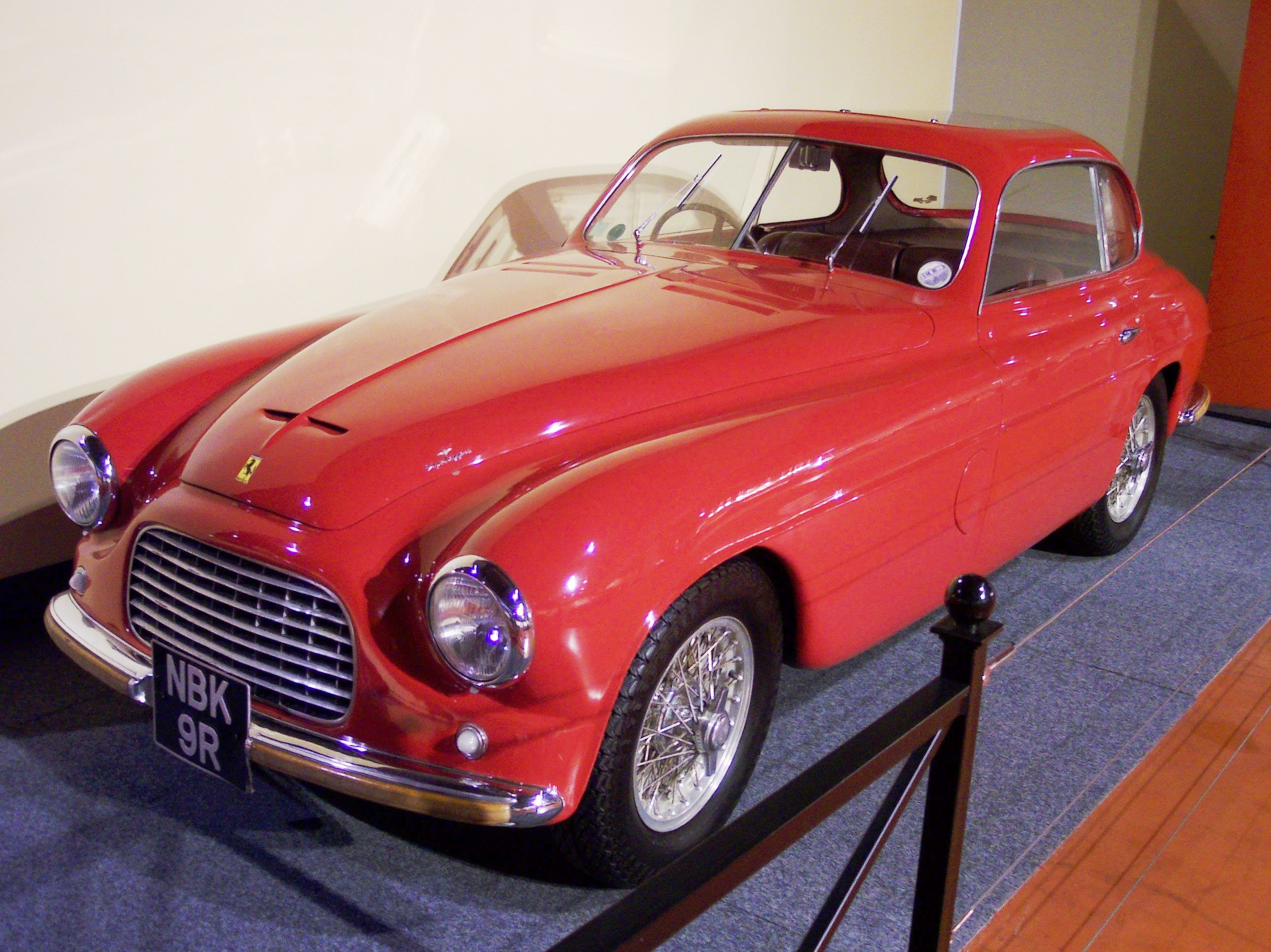
Ferrari 166 Inter

- 1948-50 166 Inter
- 1951 195 Inter
- 1951-53 212 Inter
- 1951 340 America
- 1952 342 America
- 1953-54 250 Europa
- 1953-54 375 America
- 1954-64 250
  - 1954-56 250 Europa GT
  - 1956-58 250 GT Boano/Ellena
  - 1956-59 250 GTB Tour de France
  - 1957-62 250 GT Cabriolet
  - 1958-61 250 GT Coupe Pininfarina
  - 1958-63 250 GT California Spyder
  - 1959-62 250 GTB SWB
  - 1963-64 250 GT Lusso
- 1955-60 410 Superamerica
- 1960-64 400 Superamerica
- 1964-68 275
  - 1964-66 275 GTB Coupe
  - 1964-66 275 GTS Spider
  - 1966-68 275 GTB/4
  - 1967 275 GTB/4-S NART
- 1964-66 500 Superfast
- 1966-69 330
  - 1966-69 330 GTC Coupe
  - 1966-69 330 GTS Spider
- 1966-67 365 California
- 1969-70 365
  - 1969-70 365 GTC Coupe
  - 1969-70 365 GTS Spider
- 1969-1974 Daytona
  - 1969-74 365 GTB/4 Coupe
  - 1969-74 365 GTS/4 Spider
- 1996-2006 Maranello
  - 1996-2002 550 Maranello Coupe
  - 2001-02 550 Barchetta Spider
  - 2002-06 575M Maranello Coupe
  - 2005-06 575 Superamerica
- 2007-12 599 GTB Fiorano (V12)
  - 2010-12 599 GTO
- 2009-17  Ferrari California (V8)
- 2012-17 F12 berlinetta (V12)
  - 2015-17 F12 tdf
- 2017- 812 Superfast (V12)
- 2018- Portofino (V8)

#### 2+2
- 1961-63 250 GT 2+2
- 1963-67 330
  - 1963 330 America
  - 1964-1967 330 GT 2+2
- 1967-72 365
  - 1967-71 365 GT 2+2
  - 1971-72 365 GTC/4
- 1972-89 365/400/412
  - 1972-76 365 GT/4 2+2
  - 1976-79 400 A
  - 1979-85 400i
  - 1985-89 412
- 1993-2003 456
  - 1993-99 456 GT
  - 1999-2003 456M GT
- 2004- 612 Scaglietti

### Supersportbilar

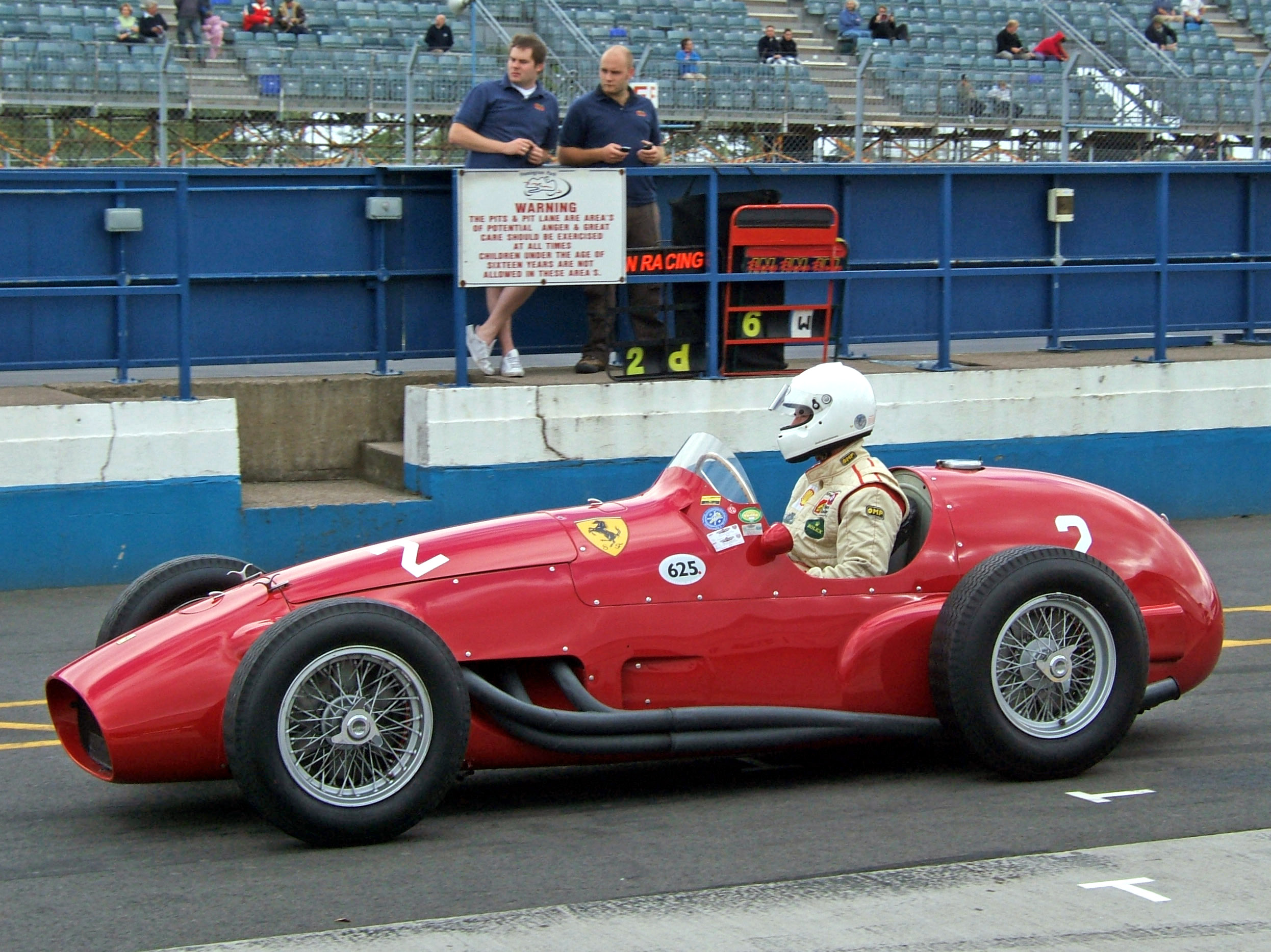
Ferrari 625 F1

- 1962-64 250 GTO
- 1984-86 288 GTO
- 1987-89 F40
- 1995-97 F50
- 2002-05 Enzo
- 2006 FXX
- 2013 LaFerrari

### Hybridbilar
- 2013 LaFerrari
- 2020 SF90 Stradale
- 2021 296 GTB

### Fyrhjulsdrivna bilar

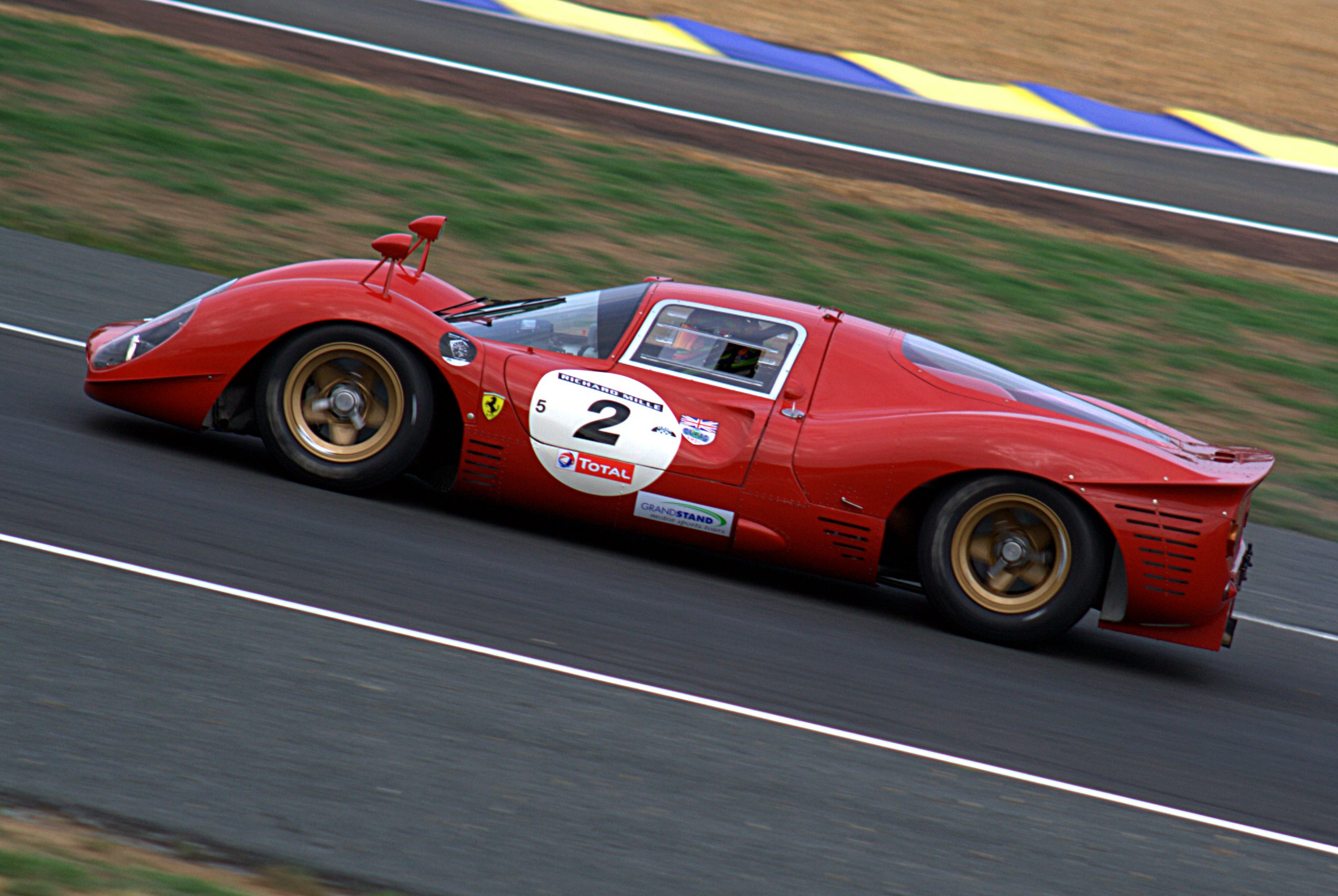
Ferrari 330 P3

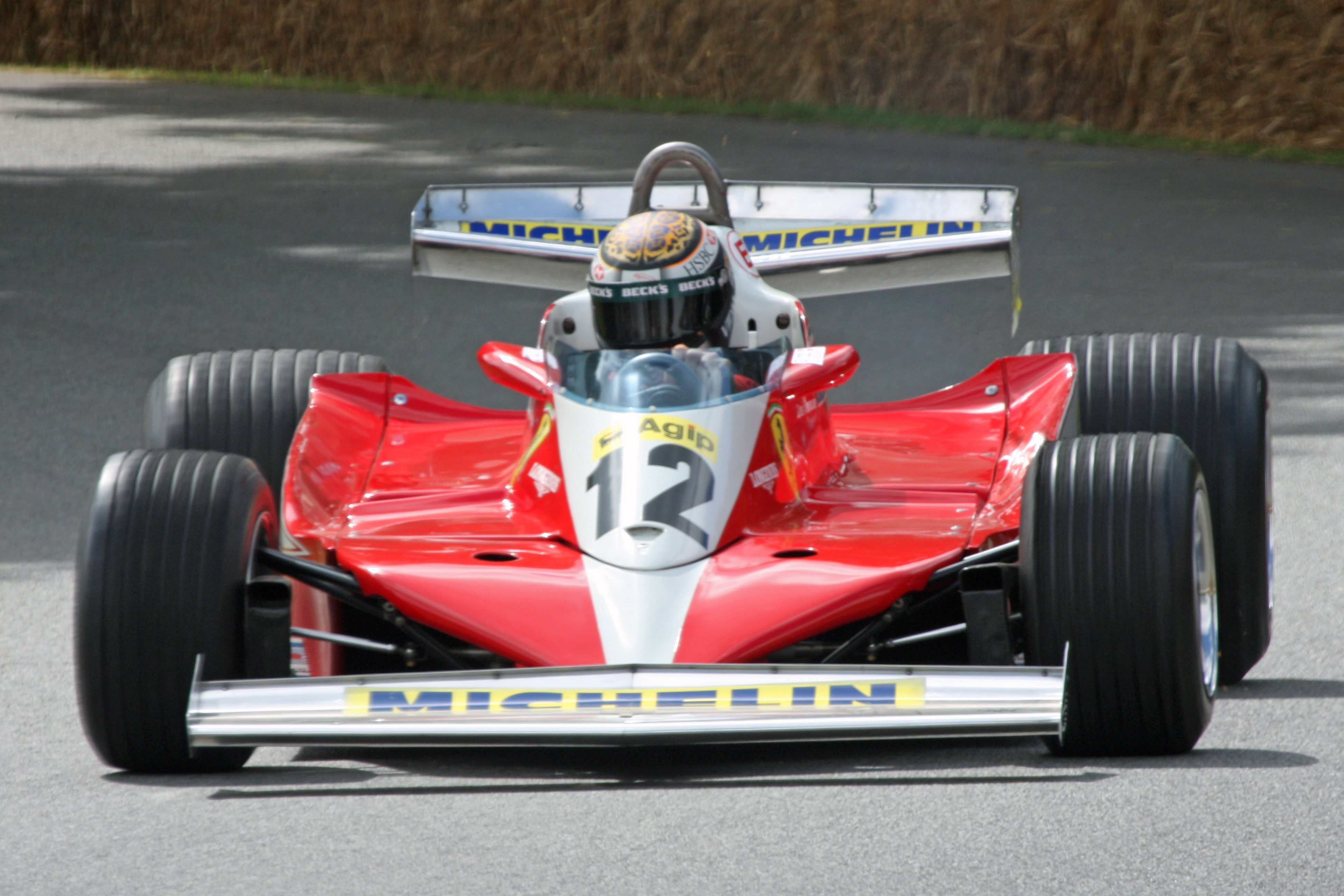
Ferrari 312T3

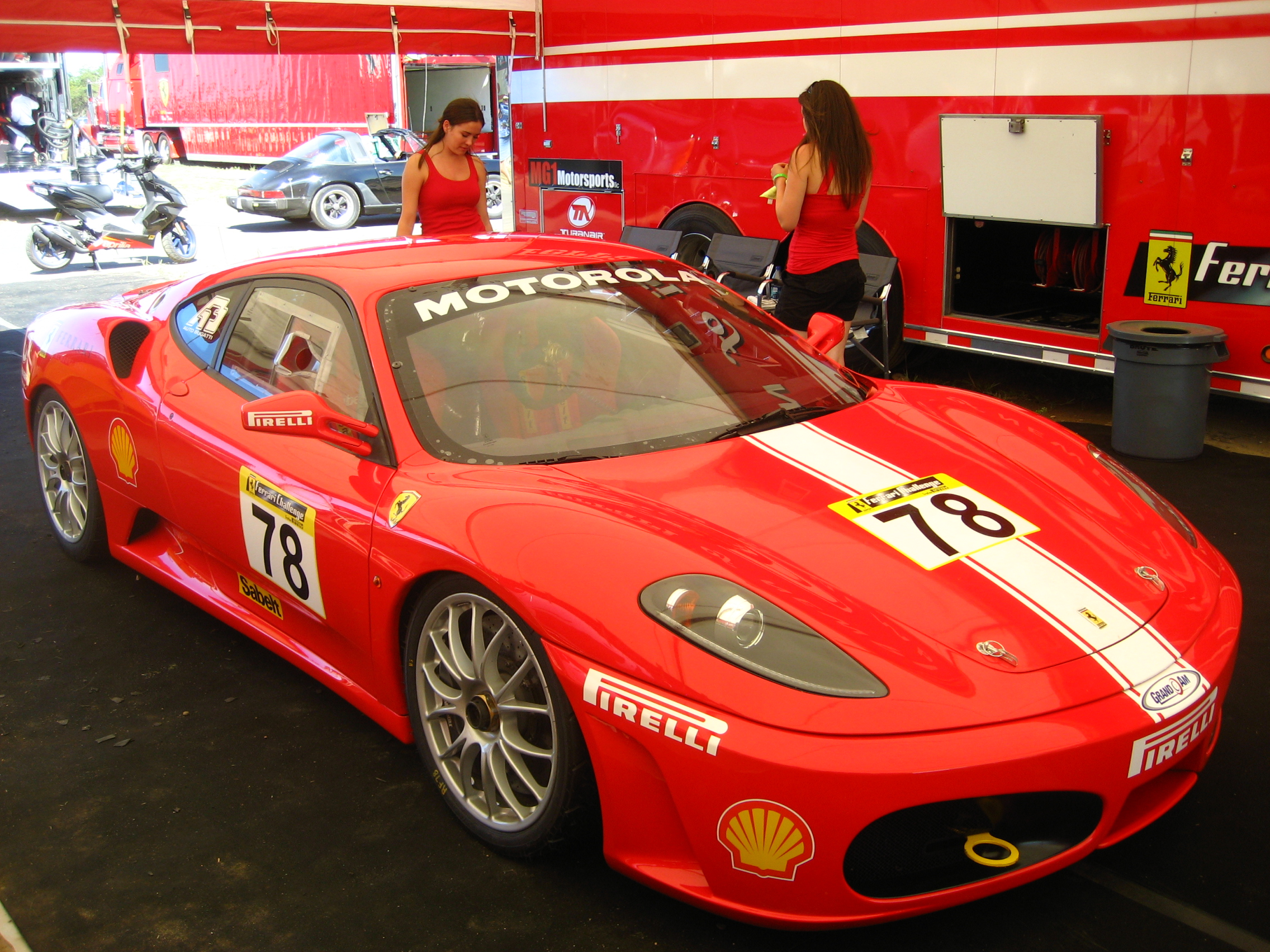
Ferrari F430 Challenge

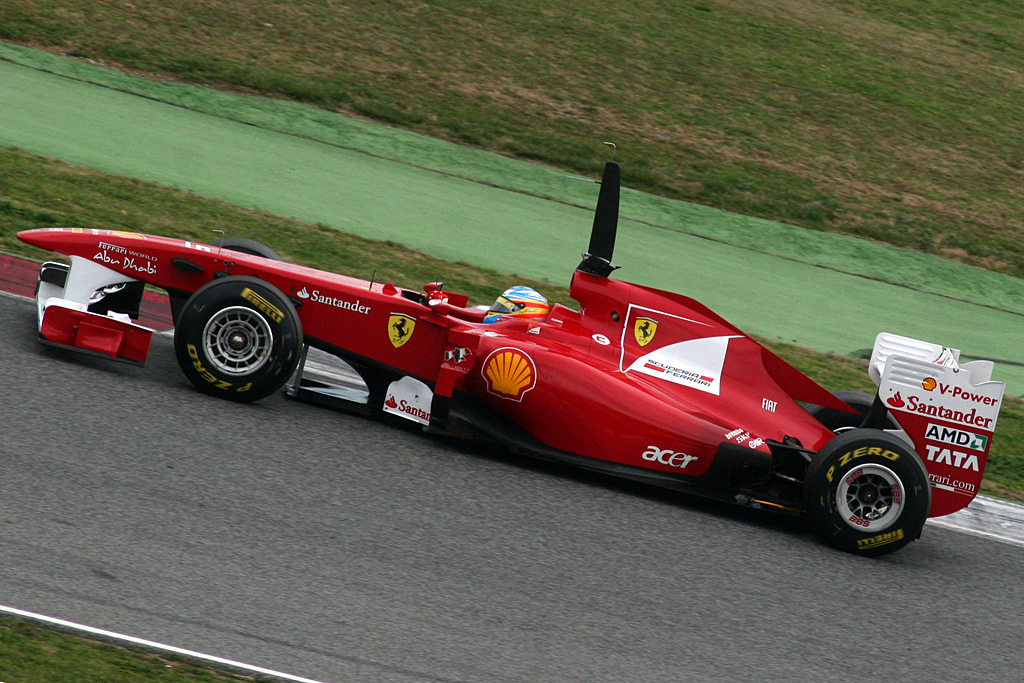
Ferrari 150° Italia

- 2011 FF

## Motorsport
Enzo Ferrari startade sin karriär som racerförare för Alfa Romeo i början av 1920-talet. Senare blev han även återförsäljare åt Alfa Romeo i hemstaden Modena. 1929 startade han det egna racingstallet Scuderia Ferrari. Sedan Alfa Romeo lagt ned den egna tävlingsverksamheten 1933 blev Scuderia Ferrari inofficiellt fabriksteam och tog fram tävlingsbilar som Bimotore och Alfetta.  När Alfa Romeo återuppväckte sitt eget fabriksstall Alfa Corse 1938 blev Enzo Ferrari stallchef men han lämnade sitt uppdrag redan året därpå.
Ferrari startade tillverkning av maskinutrustning till industrin i Modena under namnet Auto Avio Costruzioni. Hans namn var så förknippat med Alfa Romeo att han förbjöds att bygga bilar under eget namn under fyra år och när han fick en beställning på två bilar till Mille Miglia 1940 kallades dessa Auto Avio Costruzioni 815.

### Sportvagnsracing
Ferraris första bil under eget namn, sportvagnen 125 S deltog i sin första tävling den 11 maj 1947. Två veckor senare vann Franco Cortese Ferraris första seger i Roms Grand Prix. Ferrari kom att dominera sportvagns-VM under femtio- och sextiotalet och tog tolv VM-titlar mellan 1953 och 1967. Scuderia Ferrari vann även nio Le Mans-lopp mellan 1949 och 1965, därav sex raka segrar mellan 1960 och 1965.
Efter en turbulent tid för Scuderia Ferrari då framgångarna uteblev gjorde stallet en storsatsning med 312PB säsongen 1973 vilket gav ännu en VM-titel. Eftersom motgångarna även drabbat formel 1-stallet lade Ferrari ned sin sportvagnsverksamhet efter 1973 för att fokusera på formel 1.
Ferrari kom tillbaka till sportvagnsracingen i mitten av 1990-talet med en enhetsserie kallad Ferrari Challenge, som körs med företagets mittmotormodeller. Bilarna används även i internationell GT-racing.

### Formel 1
Scuderia Ferrari missade den första F1-tävlingen i Storbritannien 1950 men sedan dess har stallet tävlat under alla formel 1-säsonger. Fram till 2008 har detta resulterat i 16 konstruktörstitlar och 14 förartitlar.